# Гулін Віктор Борисович
Ві́ктор Бори́сович Гу́лін (нар. 17 квітня 1976, д. Кукаріно, Можайський район, Московська область) — російський державний діяч, керівник Федеральної служби з нагляду у сфері транспорту (Ространснагляд) — головний державний транспортний інспектор Російської Федерації (з 2025).

## Біографія
Народився 17 квітня 1976 р. в селі Кукаріно Можайського району Московської області. У 1998 р. закінчив Московський державний університет шляхів сполучення. У 2017 р. пройшов навчання за програмою «державне муніципальне управління» в Московському міському університеті управління уряду Москви.
- У 1998—2006 роках — працював у Міністерстві шляхів сполучення РФ та ВАТ «РЖД». Пройшов шлях від помічника машиніста до заступника начальника депо з ремонту Московської залізниці.
- У 2006—2008 роках — технічний директор ТОВ «Тверской экспресс» (Москва).
- У 2008—2019 роках — заступник начальника управління державного залізничного нагляду Федеральної служби з нагляду у сфері транспорту.
- У 2019 році — заступник директора департаменту державної політики в галузі залізничного транспорту Міністерства транспорту РФ.
- У 2019—2025 роках — заступник керівника Ространснагляду.

З 2 квітня по 9 червня 2025 – т.в.о. керівника Федеральної служби з нагляду у сфері транспорту.
З 9 червня 2025 – керівник Федеральної служби з нагляду у сфері транспорту.

## Нагороди та звання
- Дійсний державний радник Російської Федерації 2 класу